# Cyperus mwinilungensis
Cyperus mwinilungensis är en halvgräsart som beskrevs av Dieter Podlech. Cyperus mwinilungensis ingår i släktet papyrusar, och familjen halvgräs.

## Underarter
Arten delas in i följande underarter:
- C. m. maior
- C. m. mwinilungensis